# Horaga syrinx
Horaga syrinx är en fjärilsart som beskrevs av Felder 1860. Horaga syrinx ingår i släktet Horaga och familjen juvelvingar. Inga underarter finns listade i Catalogue of Life.

## Bildgalleri

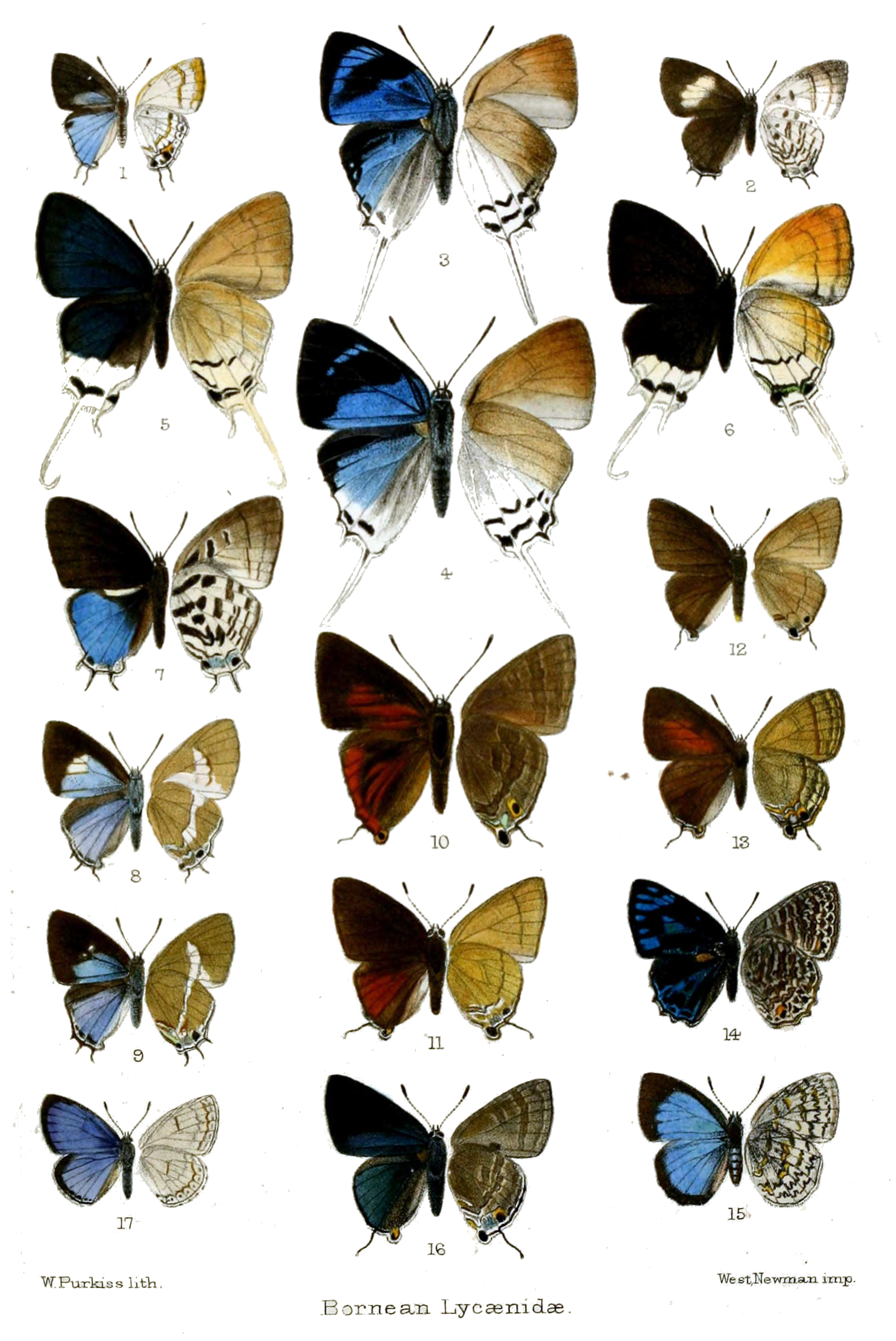
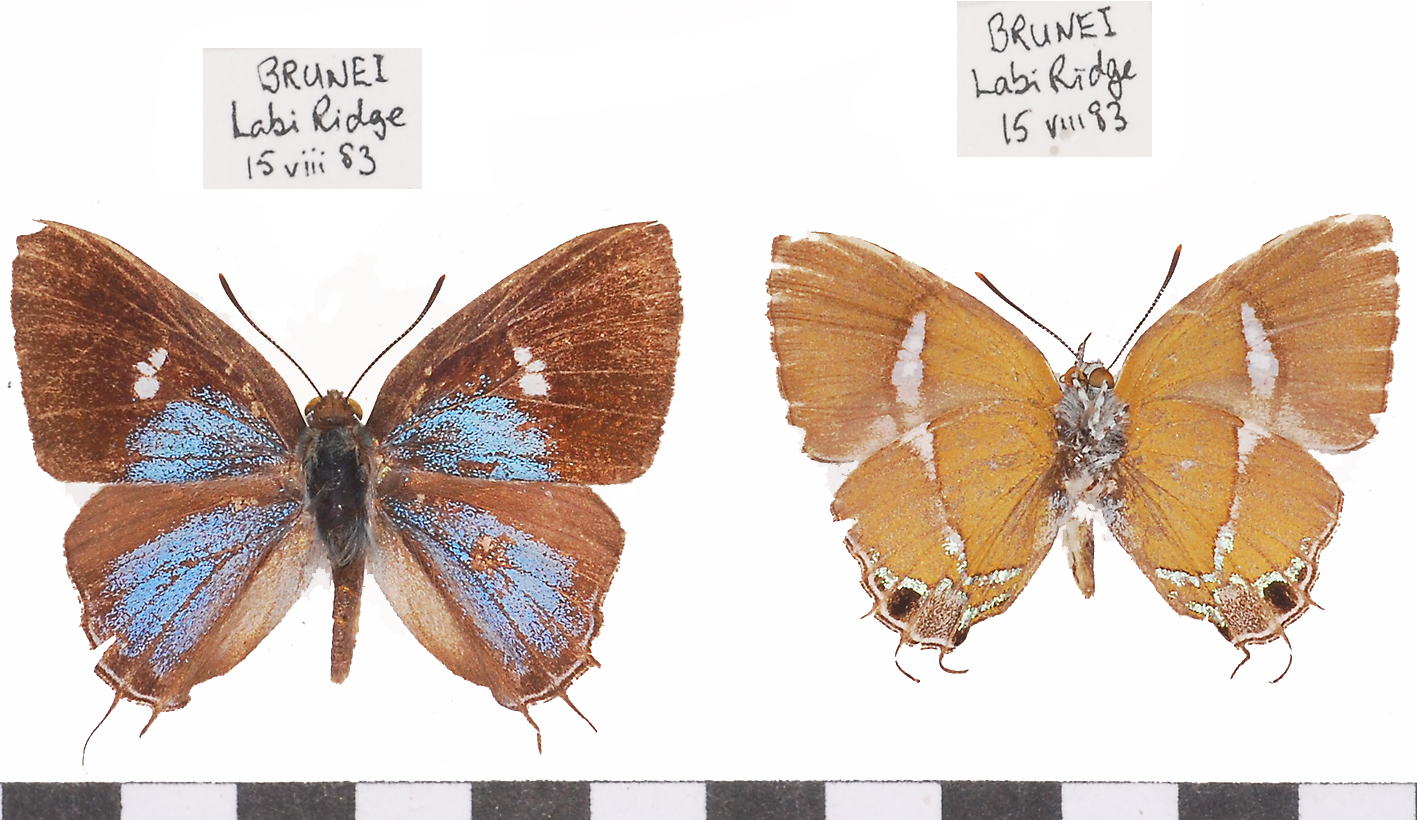
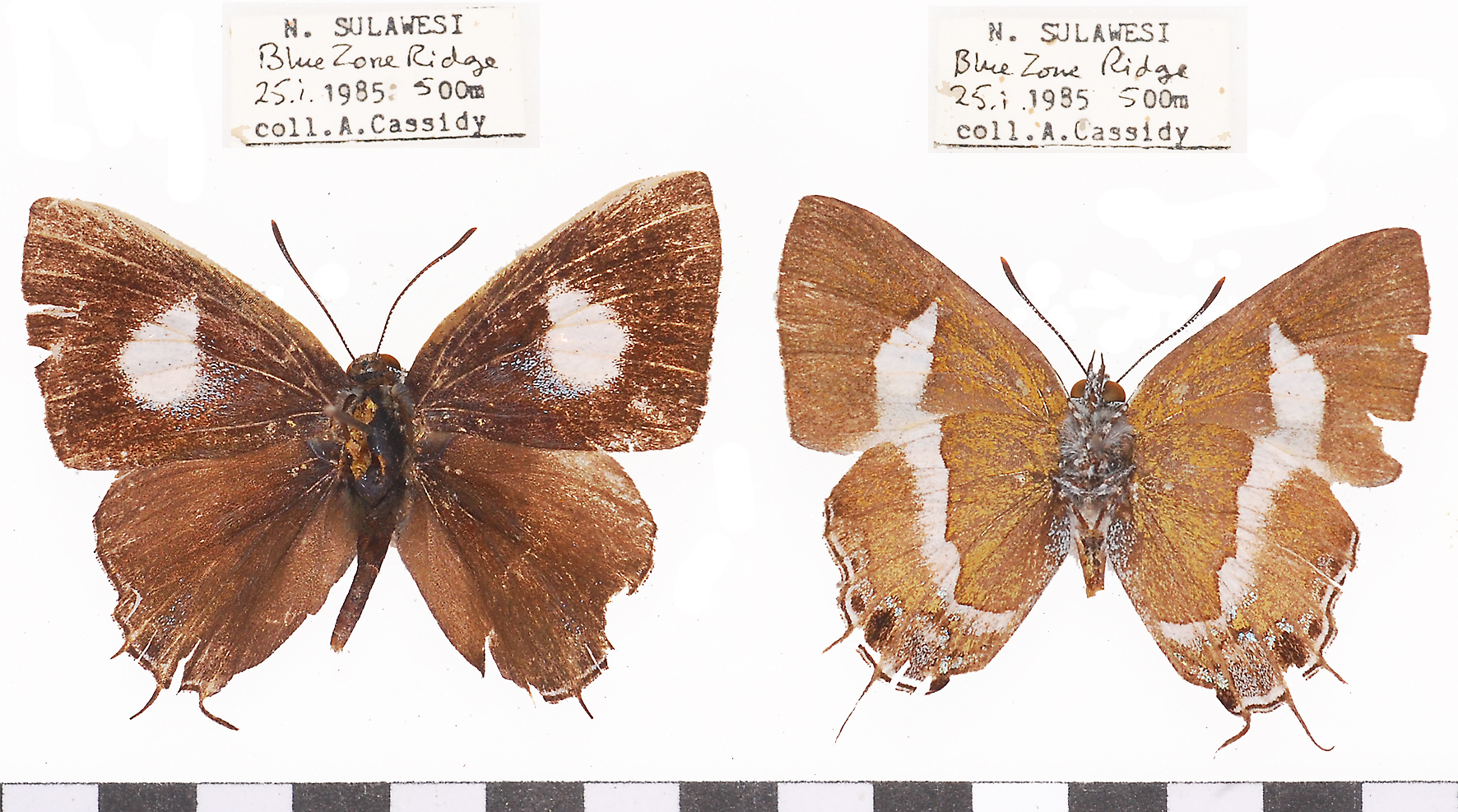
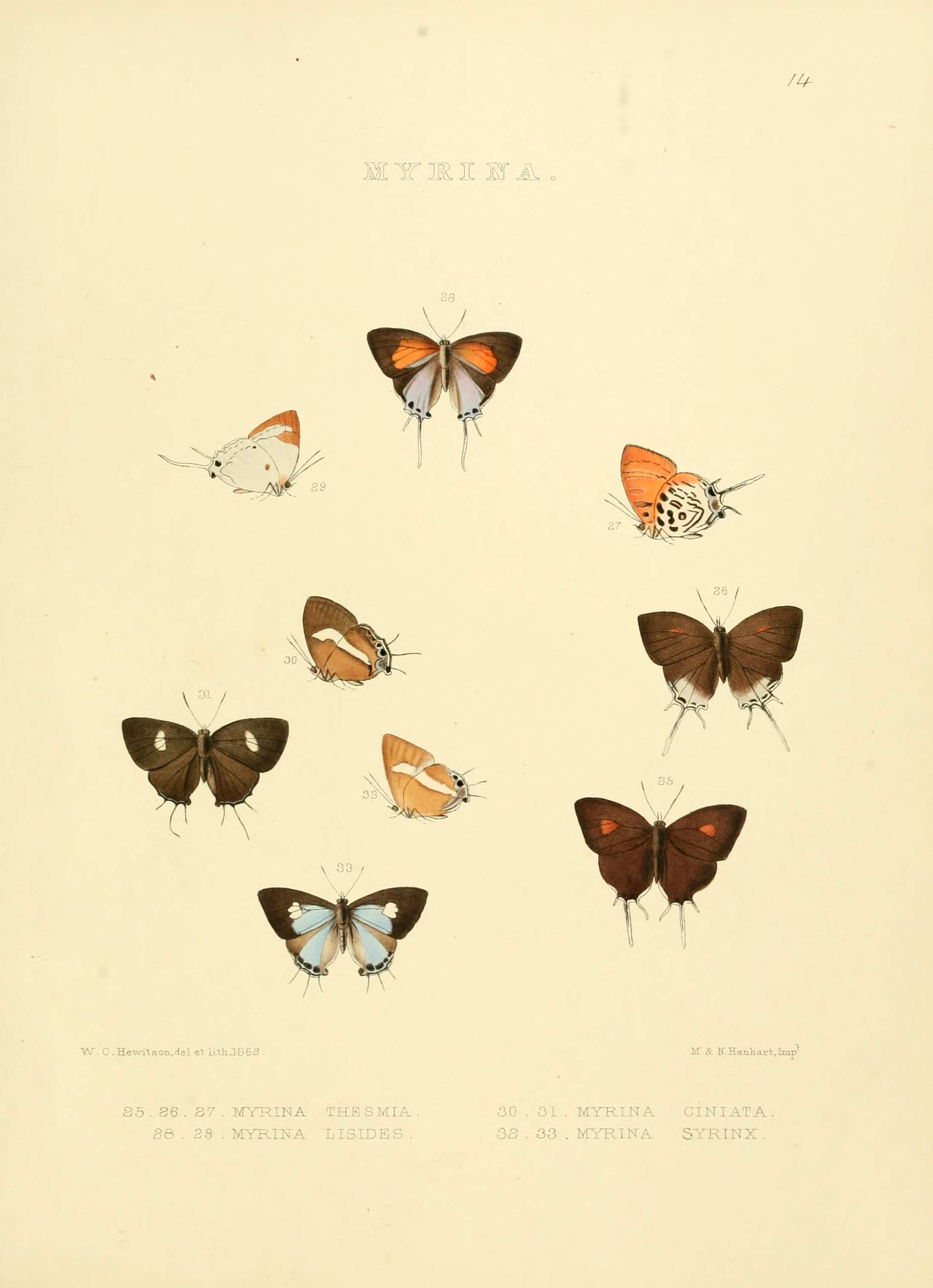
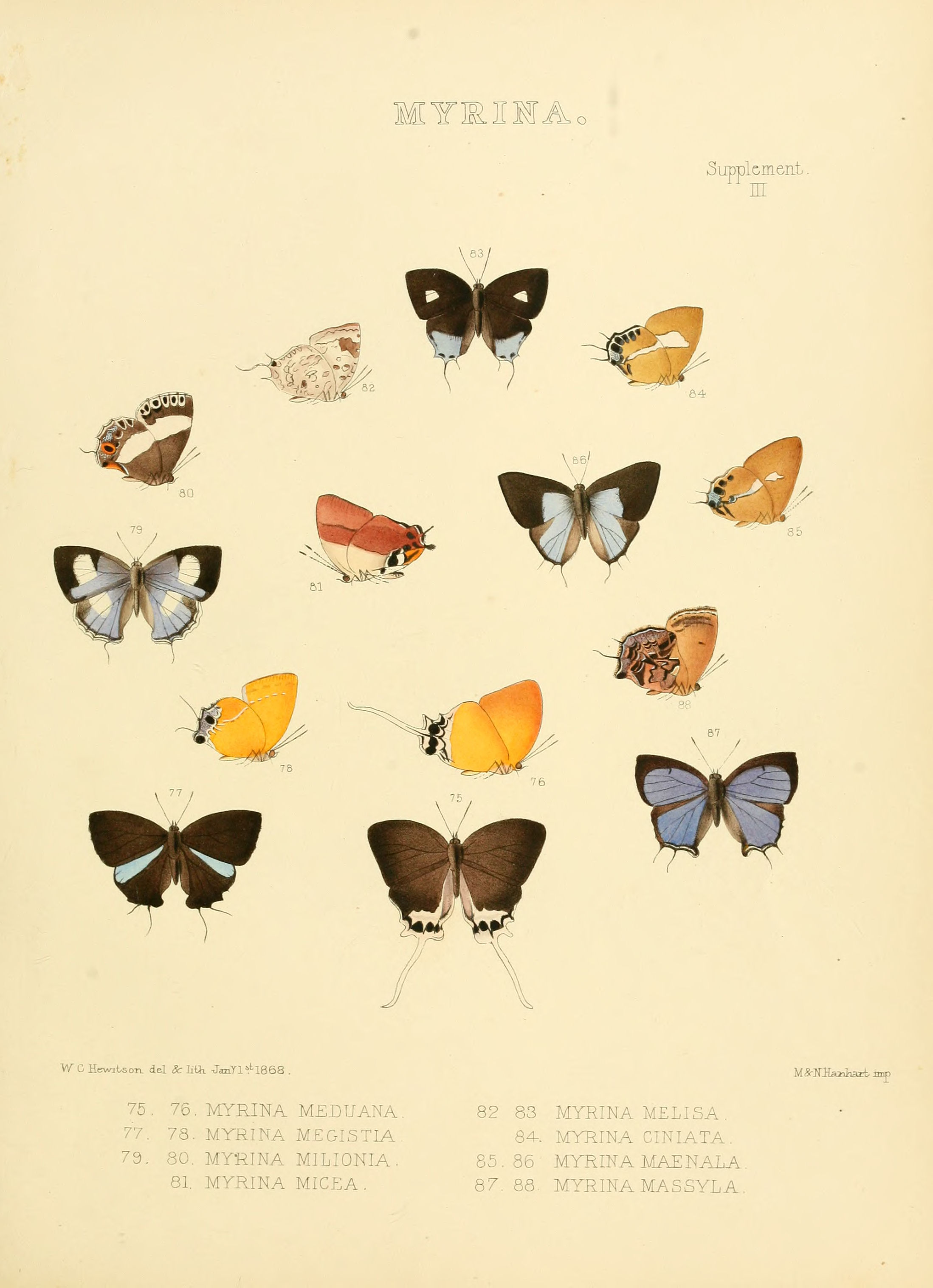